# Hana*Hana
Hana*Hana (花*花, hana hana, ou hanahana) est un duo de J-pop actif de 1998 à 2003, puis reformé en 2009.

## Histoire
Il est formé de deux chanteuses japonaises : Izumi Kojima (こじまいづみ, née le 6 avril 1976) et Makiko Ono (おのまきこ, née le 23 novembre 1976), qui composent les chansons et jouent les parties piano et claviers. Il sort 6 albums et une douzaine de singles sur le label Warner Music Japan avant de se séparer en 2003 ; son deuxième album 2 Souls se classe notamment 2e des ventes à l'oricon en 2000, les deux singles qui en sont tirés se classant dans le top 10. Ono chante ensuite au sein du groupe Onko-Meibi, et Kojima continue en solo, sortant chacune un album. Le duo se reforme en 2009, et sort un nouvel album en 2010.

## Discographie

### Albums
- 2000.07.26 : 11 Songs (+4)
- 2000.10.25 : 2 Souls
- 2001.09.27 : Spice
- 2002.09.11 : Warabigami (童神 - わらびがみ?)
- 2002.09.26 : Ringo to Clover (リンゴとクローバー?)
- 2003.02.13 : Komoriuta (コモリウタ?)
- 2010.12.23 : Haraiso (ハライソ?) (mini-album)

Onko-Meibi
- 2006/11/22 : Onko-Meibi (音光明媚?)

Izumi Kojima
- 2007/03/01 : Pictograph (PICTOGRAPH?)

### Compilations
- 2003.08.20 : Foot Orint - Hana*Hana Works 2000-2003 (FOOT PRINT - 花*花 WORKS 2000-2003?)
- 2011.05.11 : Golden Best Single Collection (ゴールデン☆ベスト　シングル・コレクション?)

### Singles
en "indies"
- 1998.11.27 : Kotatsu To Te Gani No Maki (〜こたつと毛ガニの巻〜?)
- 1999.01.22 : Adviser (アドバイザー?)
- 1999.03.26 : Ame No Shizuku (雨の雫?)
- 1999.04.23 : Akai Jitensha (赤い自転車?)
- 1999.06.04 : Ah Yokatta (あ〜よかった?)
- 1999.11.26 : Zutto Issho Ni (ずっと一緒に…?)

en "major"
- 2000.07.26 : Ah Yokatta (setagaya mix) (あ〜よかった...?)
- 2000.10.25 : Sayonara Daisuki Na Hito (さよなら大好きな人?)
- 2001.02.21 : Hanamukenohanataba (ハナムケノハナタバ?)
- 2001.05.23 : Yappari! (やっぱり!?)
- 2001.08.08 : Ai O Sukoshi Katarou (愛を少し語ろう?)
- 2002.01.01 : Namida No Chikara (涙のチカラ?)
- 2002.07.24 : Lonely Girl (LONELY GIRL?)

## Liens
- (ja) Site officiel de Hana*Hana
- (ja) Page officielle chez Warner Music
- (ja) Site officiel d'Izumi Kojima